# Herochroma aethalia
Herochroma aethalia är en fjärilsart som beskrevs av Louis Beethoven Prout 1927. Herochroma aethalia ingår i släktet Herochroma och familjen mätare. Inga underarter finns listade i Catalogue of Life.